# Aceh Barat Daya
Aceh Barat Daya (deutsch Südwest Aceh) ist ein Regierungsbezirk (Kabupaten) im Westen der Provinz Aceh im Norden der indonesischen Insel Sumatra. Bei einer Fläche von 1.882 Quadratkilometern beherbergt er 154.554 Einwohner (Stand: Juni 2023). Der Verwaltungssitz Blangpidie liegt im Osten des Bezirks.

## Geographie
Aceh Barat Daya erstreckt sich zwischen 3°34′24″ und 4°05′37″ n. Br. sowie zwischen 96°34′57″ und 97° 09′19″ ö. L. Der Kabupaten grenzt im Norden an den Kecamatan Gayo Lues, im Osten an Aceh Selatan und im Westen an Nagan Raya. Im Süden/Südwesten bildet die Küstenlinie des Indischen Ozeans eine natürliche Grenze.
In Aceh Barat herrscht, wie in ganz Indonesien, tropisches Regenwaldklima (feuchttropisches Klima), es gibt eine trockene Jahreszeit und die Regenzeit. Während im Juni 2020 an 14 Regentagen nur 209,1 mm Regen fiel, war es im November an 28 Regentagen das Vierfache (829,1 mm). 68 Prozent der Oberfläche werden von Land eingenommen, 15 Prozent wird von Plantagen genutzt. Der Flughafen Kuala Batu (IATA-Code KJX) beansprucht 42,95 Hektar.

## Verwaltungsgliederung
Aceh Barat Daya gliedert sich in 9 Kecamatan, Distrikte oder Unterbezirke, die sich wiederum in 152 Dörfer (indonesisch Gampong) teilen. Wie in der ganzen Provinz Aceh, so gibt es auch hier keine Dörfer mit urbanem Charakter (indonesisch Kelurahan).
| Code 1   | Kecamatan Distrikt    | Ibu Kota Verwaltungssitz | Fläche (km²) | 0Einw.0 2010 20 | Volkszählung 2020 | Volkszählung 2020 | Volkszählung 2020 | Anzahl der Gampong |
| Code 1   | Kecamatan Distrikt    | Ibu Kota Verwaltungssitz | Fläche (km²) | 0Einw.0 2010 20 | Einw. 3           | 0Dichte 40        | Sex Ratio 5       | Anzahl der Gampong |
| -------- | --------------------- | ------------------------ | ------------ | --------------- | ----------------- | ----------------- | ----------------- | ------------------ |
| 11.12.01 | Blangpidie            | Pasar Blangpidie         | 473,68       | 20.084          | 23.810            | 50,3              | 99,65             | 20                 |
| 11.12.02 | Tangan Tangan00       | Tanjung Bunga            | 132,92       | 11.509          | 13.704            | 103,1             | 102,66            | 15                 |
| 11.12.03 | Manggeng              | Kedai Manggeng           | 40,94        | 12.670          | 15.331            | 374,5             | 104,60            | 18                 |
| 11.12.04 | Susoh                 | Padang Baru              | 19,05        | 20.901          | 24.619            | 1.292,3           | 101,02            | 29                 |
| 11.12.05 | Kuala Batee           | Pasar Kota Bahagia000    | 176,99       | 17.740          | 21.383            | 120,8             | 102,28            | 21                 |
| 11.12.06 | Babah Rot             | Pante Rakyat             | 528,28       | 16.419          | 20.796            | 39,4              | 105,68            | 14                 |
| 11.12.07 | Setia                 | Lhang                    | 43,92        | 7.461           | 8.673             | 197,5             | 104,31            | 9                  |
| 11.12.08 | Jeumpa                | Alue Sungai Pinang       | 367,12       | 9.481           | 11.338            | 30,9              | 101,53            | 12                 |
| 11.12.09 | Lembah Sabil          | Cot Bak U                | 99,15        | 9.771           | 11.121            | 112,2             | 100,74            | 14                 |
| 11.12    | Kab. Aceh Barat Dayah | Kab. Aceh Barat Dayah    | 1.882,05     | 126.036         | 150.775           | 80,1              | 102,33            | 152                |

## Demographie
Zur siebten Volkszählung im September 2020 (indonesisch Sensus Penduduk – SP2020) lebten in Aceh Barat Daya 150.775 Menschen, davon 74.521 Frauen (49,43 %) und 76.254 Männer (50,57 %). Gegenüber dem letzten Zensus (2010) wurde der damalige Frauenüberschuss umgedreht (von 50,25 % oder 63.336 Personen).
Zur Volkszählung 2020 war die Bevölkerungsmehrheit Muslime. Es gab lediglich 45 Christen (34 Protestanten und 11 Katholiken) sowie 209 Buddhisten. Im Kecamatan Blang Pide war der Anteil der Muslime am geringsten, insgesamt gab es 156 Moscheen.

### Soziale Daten 2020
| Merkmal                                                            | Kabupaten | 0Provinz Aceh0 |
| ------------------------------------------------------------------ | --------- | -------------- |
| Bevölkerung unterhalb der Armutsgrenze (Tsd.)0                     | 39,06     | 814,91         |
| Anteil der „armen Bevölkerung“ (indonesisch Penduduk miskin) (%)00 | 15,93     | 014,99         |
| Arbeitslosenrate (%)                                               | 03,93     | 006,59         |
| Lebenserwartung (in Jahren)                                        | 65,00     | 069,93         |
| HDI-Index                                                          | 66,75     | 071,99         |
| Analphabetenrate (in %, > 15 J.)                                   | 04,45     | 001,75         |
| Abhängigenquotient (%)                                             | 42,78     | 048,71         |
| Anteil der Altersgruppen                                           | 0Real0    | 0Prozentual0   |
| Kinder (<15 J.)                                                    | 037.6680  | 024,98         |
| arbeitsfähige Bevölkerung (15–64 J.)                               | 105.6030  | 070,04         |
| Rentner und Pensionäre (>65 J.)                                    | 007.5040  | 004,98         |

### Aktuelle Bevölkerungsdaten vom Jahresende 2022
| Kecamatan               | Fläche km² | Einwohner gesamt | Männer | Frauen | Dichte Einw. je km² | Sex Ratio (100 M/F) |
| ----------------------- | ---------- | ---------------- | ------ | ------ | ------------------- | ------------------- |
| Blangpidie              | 821,66     | 23.735           | 11.832 | 11.903 | 28,9                | 99,40               |
| Tangan-Tangan           | 221,61     | 14.051           | 7.094  | 6.957  | 63,4                | 101,97              |
| Manggeng                | 18,89      | 15.562           | 7.941  | 7.621  | 823,8               | 104,20              |
| Susoh                   | 18,91      | 25.190           | 12.610 | 12.580 | 1.332,1             | 100,24              |
| Kuala Batee             | 263,37     | 22.299           | 11.320 | 10.979 | 84,7                | 103,11              |
| Babah Rot               | 467,91     | 21.426           | 10.955 | 10.471 | 45,8                | 104,62              |
| Setia                   | 11,67      | 8.808            | 4.496  | 4.312  | 754,8               | 104,27              |
| Jeumpa                  | 15,50      | 11.455           | 5.769  | 5.686  | 739,0               | 101,46              |
| Lembah Sabil            | 62,04      | 11.303           | 5.692  | 5.611  | 182,2               | 101,44              |
| Kab. Aceh Barat Daya000 | 1.901,56 1 | 153.829          | 77.709 | 76.120 | 80,9                | 102,09              |

## Geschichte
Mit dem Gesetz Nr. 4 des Jahres 2002 wurden zusammen mit dem Kabupaten Aceh Barat Daya vier weitere Bezirke in der Provinz Aceh gebildet. Aceh Barat Daya wurde aus sechs Kecamatan des Kabupaten Aceh Selatan gebildet. Später kamen dann durch Abtrennung von Dörfern drei weitere Kecamatan hinzu: Lembah Sabil (von Manggeng), Setia (von Tangan Tangan) und Jeumpa (von Blang Pidie).